# Маріягільф
Маріягільф (нім. Mariahilf) — шостий район Відня. Сформований в 1850 році, спочатку як 5-й район, але в 1862 став шостим через розділення Відену на два.
Маріагільф розташований на південний захід від центру Відня. З півночі район обмежує вулиця Маріагільфер (Mariahilfer Straße) з численними магазинами — найбільша і найважливіша торгова вулиця міста.